# Brock Peters
Brock Peters, pseudonimo di George Fisher (New York, 2 luglio 1927 – Los Angeles, 23 agosto 2005), è stato un attore, doppiatore e cantante statunitense, divenuto famoso per aver interpretato il ruolo di Tom Robinson nel film Il buio oltre la siepe (1962).

## Biografia
Fisher è nato nel quartiere newyorkese di Harlem. Nel 1968 interpreta il personaggio di Thomas nel film western I quattro dell'Ave Maria (1968).
Nel 1986 entra a far parte del franchise di fantascienza Star Trek, interpretando l'Ammiraglio Cartwright nel film Rotta verso la Terra (Star Trek IV: The Voyage Home). Riprenderà il ruolo nel 1991, nel successivo film Rotta verso l'ignoto (Star Trek VI: The Undiscovered Country), quando il personaggio tradirà la Federazione, prendendo parte a un complotto per impedire i negoziati di pace tra questa e l'Impero Klingon. Ritornerà ancora nel franchise nel 1996 interpretando la parte di Joseph Sisko, il padre di Benjamin Sisko, capitano della base spaziale Deep Space Nine, in sei episodi della serie televisiva Star Trek: Deep Space Nine, in cui, in un episodio, interpreta anche un predicatore. Sempre per il franchise di Star Trek presta poi la voce al Generale Mi'Qogh nel videogioco del 2002 Star Trek: Starfleet Command III.
Muore nel 2005 all'età di 78 anni per un cancro al pancreas.

## Filmografia parziale

### Attore

#### Cinema
- Carmen Jones, regia di Otto Preminger (1954)
- Porgy and Bess, regia di Otto Preminger, Rouben Mamoulian (1959)
- La stanza a forma di L (The L-Shaped Room), regia di Bryan Forbes (1962)
- Il buio oltre la siepe (To Kill a Mockingbird), regia di Robert Mulligan (1962)
- Lassù qualcuno mi attende (Heavens Above!), regia di John Boulting, Roy Boulting (1963)
- L'uomo del banco dei pegni (The Pawnbroker), regia di Sidney Lumet (1964)
- Sierra Charriba (Major Dundee), regia di Sam Peckinpah (1965)
- New York: ore tre - L'ora dei vigliacchi (The Incident), regia di Larry Peerce (1967)
- Facce per l'inferno (P.J.), regia di John Guillermin (1968)
- Igloo uno operazione Delgado (Daring Game), regia di László Benedek (1968)
- I quattro dell'Ave Maria, regia di Giuseppe Colizzi (1968)
- L'ultimo tramonto sulla terra dei McMasters (The McMasters), regia di Alf Kjellin (1970)
- Black Girl, regia di Ossie Davis (1972)
- 2022: i sopravvissuti (Soylent Green), regia di Richard Fleischer (1973)
- Un duro al servizio della polizia (Slaughter's Big Rip-Off), regia di Gordon Douglas (1973)
- Lost in the Stars, regia di Daniel Mann (1974)
- Senza capo d'accusa (Framed), regia di Phil Karlson (1975)
- Panico nello stadio (Two-Minute Warning), regia di Larry Peerce (1976)
- Star Trek IV - Rotta verso la Terra (Star Trek IV: The Voyage Home), regia di Leonard Nimoy (1986)
- Alligator II: The Mutation, regia di Jon Hess (1991)
- Star Trek VI - Rotta verso l'ignoto (Star Trek VI: The Undiscovered Country), regia di Nicholas Meyer (1991)
- L'agguato - Ghosts from the Past (Ghosts of Mississippi), regia di Rob Reiner (1996)

#### Televisione
- Avventure in paradiso (Adventures in Paradise) – serie TV, episodi 1x16-2x15 (1960-1961)
- La grande avventura (The Great Adventure) – serie TV, episodio 1x06 (1963)
- The Nurses – serie TV, episodio 3x08 (1964)
- Gli uomini della prateria (Rawhide) – serie TV, episodio 7x28 (1965)
- Agenzia U.N.C.L.E. (The Girl from U.N.C.L.E.) – serie TV, episodio 1x14 (1966)
- I giorni di Bryan (Run for Your Life) – serie TV, episodio 1x27 (1966)
- Operazione ladro (It Takes a Thief) – serie TV, episodio 2x12 (1968)
- Al banco della difesa (Judd for the Defense) – serie TV, episodi 1x09-2x17 (1967-1969)
- Squadra speciale anticrimine (The Felony Squad) – serie TV, episodio 3x17 (1969)
- Sui sentieri del West (The Outcasts) – serie TV, episodio 1x16 (1969)
- Gunsmoke – serie TV, episodi 14x24-18x22 (1969-1973)
- Il virginiano (The Virginian) – serie TV, episodio 9x07 (1970)
- Le strade di San Francisco (The Streets of San Francisco) – serie TV, episodio 3x07 (1974)
- Galactica (Battlestar Galactica) – serie TV, episodio 1x18 (1979)
- Miss Marple nei Caraibi (A Caribbean Mystery), regia di Robert Michael Lewis – film TV (1983)
- La signora in giallo (Murder, She Wrote) – serie TV, episodio 2x13 (1985)
- Star Trek: Deep Space Nine – serie TV, 6 episodi (1996-1998)
- JAG - Avvocati in divisa (JAG) – serie TV, episodio 10x15 (2005)

### Doppiatore

#### Videogiochi
- Star Trek: Starfleet Command III (2002)

## Riconoscimenti
- 1992 – Hollywood Walk of Fame – Live Theater Category
- 1990 – Screen Actors Guild alla carriera
- 1972 – Candidatura al Tony Award al miglior attore protagonista in un musical per Lost in the Stars
- 1972 – Drama Desk Award per Lost in the Stars
- 1972 – Outer Critics Circle Award per Lost in the Stars

## Doppiatori italiani
Nelle versioni in italiano delle opere in cui ha recitato, Brock Peters è stato doppiato da:
- Renato Turi in L'uomo del banco dei pegni, Sierra Charriba
- Pino Locchi ne Il buio oltre la siepe
- Ferruccio Amendola ne I quattro dell'Ave Maria
- Cesare Barbetti in L'ultimo tramonto sulla terra dei McMasters
- Giampiero Albertini in Radici - Le nuove generazioni
- Claudio De Davide in Miss Marple nei Caraibi
- Angelo Nicotra in La signora in giallo
- Alessandro Rossi in Rotta verso la Terra
- Raffaele Uzzi in Rotta verso l'ignoto
- Gil Baroni in L'agguato - Ghosts from the Past